# Джонс, Анисса
Мэри Анисса Джонс (англ. Mary Anissa Jones; 11 марта 1958 — 28 августа 1976) — американский ребёнок-актёр. Известна по роли Баффи на канале CBS в ситкоме «Семейное дело» (Family Affair). Она умерла от комбинированного наркотического опьянения в возрасте 18 лет.

## Ранние годы
Анисса Джонс родилась в Уэст-Лаффает, штат Индиана. Она посещала начальную школу Paseo del Rey, а позже среднюю школу Orville Wright. Её дедушка и бабушка по материнской линии были ливанцами, а её среднее имя в переводе с арабского значит «маленький друг».
На момент её рождения, отец Джон Пол Джонс был выпускником  Purdue University по инженерной специальности, а также членом совета факультета данного университета. Мать Мэри Паула Джонс (в девичестве Твил) изучала зоологию в том же университете. Вскоре после рождения брата Аниссы — Джона Пола Джонса младшего — семья переехала в Плайя Дель Рей, в Калифорнии, где Джон Пол получил работу инженера в авиационно-космической отрасли.

## Карьера

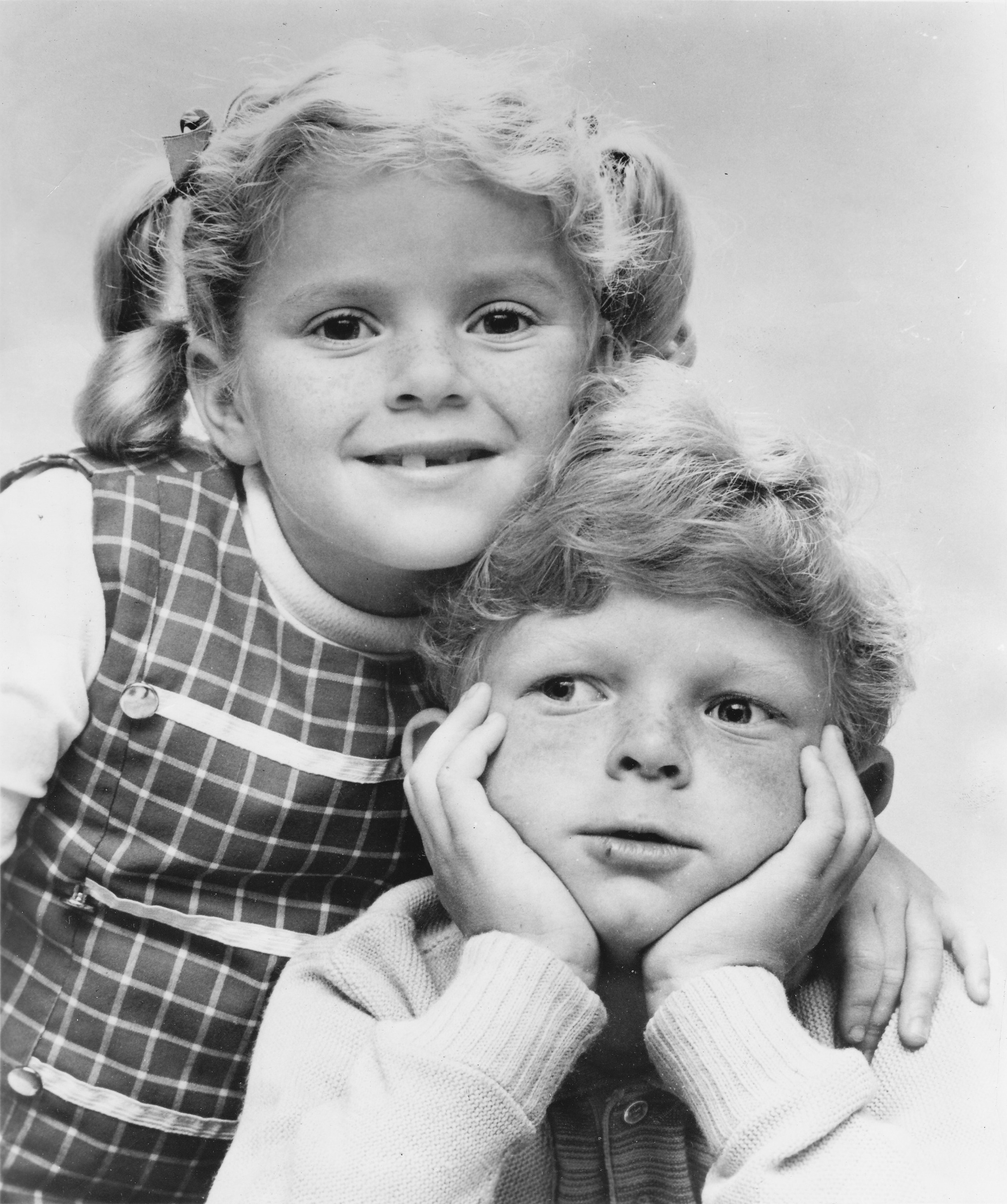
Джонс с Джонни Уитакером в «Семейном деле», 1967 год

В возрасте двух лет Анисса поступила в танцевальную школу. В 1964 году, когда Аниссе было 6 лет, мать привела её на открытое прослушивание для рекламы хлопьев для завтрака, которая и стала первым появление Аниссы Джонс на телевидении.
Джонс было восемь, когда её актёрские способности привлекли внимание телевизионных продюсеров, и она получила роль Эвы Элизабет «Баффи» Пэттерсон-Дэвис на канале CBS в ситкоме «Семейное дело» (Family Affair; 1966). В первой серии Баффи, её брат-близнец Джоди (Johnny Whitaker) и старшая сестра Сисси (Kathy Garver) были отправлены жить с их дядей Биллом (Brian Keith) и его камердинером мистером Фрэнчем (Sebastian Cabot), через год после того, как их родители погибли в автокатастрофе (В коллекции DVD ошибочно указано «авиакатастрофа»). В июле 1969 года сериал стал хитом, а Джонс стала ребёнком-знаменитостью. Она также играла роль Кэрол Бикс в комедии Элвиса Пресли «Неприятности с девушками» („The Trouble with Girls“; 1969).
«Семейное дело» было изнурительной работой для Джонс, с полным рабочим днём круглый год. Она либо снималась в шоу, либо участвовала в общественном продвижении, 7 дней в неделю. Каждый из трёх сезонов включал до 30 серий. Это показывает контраст с более поздними американскими серийными телешоу, которые снимали менее 25 серий в каждом сезоне, что позволяло делать больше перерывов между съёмками, а также требовало меньше рекламных выступлений актёров. В апреле 1969 года Джонс сломала на детской площадке левую ногу, и продюсеры включили её травму в сценарий.
Персонаж Джонс — Баффи имела куклу, названую миссис Бисли, которая, как она утверждала, разговаривала с ней, часто делая забавные комментарии. Когда шоу стало хитом, кукла стала продаваться компанией Mattel и стала бестселлером в Северной Америке. Mattel также выпустили на рынок другие куклы, раскрашенные как Баффи: одна кукла такого же размера, названная «Тутти», а другая названная «Small Talk», говорящая 8 фраз, озвученных голосом Джонс. Джонс принимала участие в нескольких других прибыльных продуктах маркетинговой кампании «Семейного дела»: бумажные куклы Баффи, контейнеры для обеда, линия одежды, раскраски и выпущенная в 1971 году кулинарная книга с её изображением на обложке.
«Семейное дело» резко было отменено CBS в 1971 году, после 5 сезонов и 138 серий. К тому времени Джонс было 13 лет. Она говорила, что была счастлива при мысли о том, что больше нет необходимости видеть куклу миссис Бисли. Она хотела сниматься в кино, но не могла найти такую работу, которую хотела. Она пробовалась на роль Рэган МакНеил в фильме The Exsorсist (1973), но режиссёр Уильям Фридкин чувствовал, что Семейное дело все ещё в массовом сознании через организованные в то время дневные повторы.
В то же время, Брайан Кит поддерживал связь с Джонс с помощью писем и предложил ей роль в Брайан Кит Шоу (1972—1974). Он сказал Джонс, что ей не нужно проходить прослушивание, но к тому времени она больше не хотела работать на телевидении.
Джонс появилась в Дик Каветт Шоу 14 ноября 1971 года вместе с актёром/певцом Сэмми Дэвисом младшим и пианистом Гарриком Олссоном. Во время интервью Каветт спросил Джонс, верит ли она в женское освобождение (Women’s Liberation), она ответила «нет». Затем он спросил, что она знает об этом. Она ответила: «Они не хотят оставаться дома и готовить. Они хотят выходить и работать». «Ты за это?» — спросил Каветт. «Нет.» — ответила Джонс. — «Я хочу оставаться дома и смотреть телевизор».

## Поздний подростковый период
Анисса Джонс верила, что она была типажом. В Лос-Анджелесе она поступила в старшую школу Westchester и вернулась к жизни за пределами индустрии развлечений. Родители Джонс инициировали горький развод в 1965 году и продолжили долгую вражду по поводу опеки над Аниссой и её младшим братом Полом. В 1973 году опека над обоими была присуждена их отцу, но он умер от сердечного заболевания вскоре после этого. В то время, как её брат остался жить с матерью, Джонс съехалась с другом и стала пропускать школу. Мать сообщила об этом в полицию. Джонс была арестована и отправлена в юношеский центр, где она провела несколько месяцев в заключении, после чего ей разрешили жить с матерью.
Однако, вскоре Джонс начала употреблять наркотики. В 1975 году она бросила школу и некоторое время работала в магазине «Winchell’s Donuts» в Playa Del Rey. Она смущалась, когда клиенты узнавали её.
На её 18-й день рождения, в марте 1976 года, Джонс получила контроль над своими сбережениями, полученными от дохода в «Семейном деле», около 180 000 долларов (равным 749 789 долларам сегодня), а также некоторое количество сберегательных облигаций, которые были переведены в целевой фонд. Затем Джонс и её брат Пол снимали вместе квартиру, недалеко от их матери.

## Смерть
Незадолго до полудня 28 августа 1976 года после ночной вечеринки в городе Ошенсайд в Калифорнии, со своим новым молодым человеком Алланом Ковеном и другими, Джонс была найдена мёртвой в спальне дома, принадлежащего отцу её 14-летней подруги Хелен Хеннесси. Установленную причину смерти от передозировки наркотиков позже исправили на случайную. В её теле были обнаружены некоторые виды наркотиков. В полицейском отчёте также фигурирует пузырёк с неопознанной синей жидкостью, найденный рядом с ней. Следователь сообщил, что она умерла от одной из самых сильных передозировок, которые он когда-либо видел. Аниссе Джонс было 18 лет.
Тело Джонс было кремировано, а её прах был развеян над Тихим океаном. Она оставила 63 000 долларов наличными и более 100 000 долларов в облигациях.
15 марта 1984 года брат Джонс Пол также умер от передозировки наркотиков в возрасте 24 лет.

## В массовой культуре
В 1978 году канадская панк-рок группа The Diodes записала «Child Star» в которой описала смерть Аниссы от передозировки наркотиков, в звучании и стиле напоминающем The Ramones. В 1983 году Хиллари Карлип и её группа Angel and the Reruns записали «Buffy Come Back», сатирическая дань памяти покойной Джонс, установленная в припеве саундтрека «Семейного дела».

## Фильмография
| Год       | Название             | Роль                                  | Заметки                                                 |
| --------- | -------------------- | ------------------------------------- | ------------------------------------------------------- |
| 1966-1971 | Семейное дело        | Эва Элизабет «Баффи» Пэттерссон-Дэвис | Главная роль, 138 серий                                 |
| 1967      | The Hollywood Palace | В роли самой себя                     | Соведущая, серия 15 сезон 5 (эфир 26 декабря 1967 года) |
| 1969      | Проблемы с девушками | Кэрол Бикс                            | Фильм                                                   |
| 1970      | В Рим с любовью      | Эва Элизабет «Баффи» Пэттерссон-Дэвис | Эпизод «Roman Affair»                                   |